# Comitate din Coreea de Sud
Comitatele Coreei de Sud (în hangul 군, gun) reprezintă un nivel administrativ al Coreei de Sud.

## Listă
- Comitatul Boeun
- Comitatul Bonghwa
- Comitatul Boseong
- Comitatul Buan
- Comitatul Buyeo
- Comitatul Changnyeong
- Comitatul Cheongdo
- Comitatul Cheongsong
- Comitatul Cheongyang
- Comitatul Cheorwon
- Comitatul Chilgok
- Comitatul Dalseong
- Comitatul Damyang
- Comitatul Danyang
- Comitatul Eumseong
- Comitatul Ganghwa
- Comitatul Gangjin
- Comitatul Gapyeong
- Comitatul Geochang
- Comitatul Geumsan
- Comitatul Gijang
- Comitatul Gochang
- Comitatul Goesan
- Comitatul Goheung
- Comitatul Gokseong
- Comitatul Goryeong
- Comitatul Goseong (Gangwon)
- Comitatul Goseong (Gyeongsang de Sud)
- Comitatul Gunwi
- Comitatul Gurye
- Comitatul Hadong
- Comitatul Haenam
- Comitatul Haman
- Comitatul Hampyeong
- Comitatul Hamyang
- Comitatul Hapcheon
- Comitatul Hoengseong
- Comitatul Hongcheon
- Comitatul Hongseong
- Comitatul Hwacheon
- Comitatul Hwasun
- Comitatul Imsil
- Comitatul Inje
- Comitatul Jangheung
- Comitatul Jangseong
- Comitatul Jangsu
- Comitatul Jeongseon
- Comitatul Jeungpyeong
- Comitatul Jinan
- Comitatul Jincheon
- Comitatul Jindo
- Comitatul Muan
- Comitatul Muju
- Comitatul Namhae
- Comitatul Okcheon
- Comitatul Ongjin
- Comitatul Pyeongchang
- Comitatul Sancheong
- Comitatul Seocheon
- Comitatul Seongju
- Comitatul Sinan
- Comitatul Sunchang
- Comitatul Taean
- Comitatul Uiryeong
- Comitatul Uiseong
- Comitatul Ulju
- Comitatul Uljin
- Comitatul Ulleung
- Comitatul Wando
- Comitatul Wanju
- Comitatul Yanggu
- Comitatul Yangpyeong
- Comitatul Yangyang
- Comitatul Yecheon
- Comitatul Yeoncheon
- Comitatul Yeongam
- Comitatul Yeongdeok
- Comitatul Yeongdong
- Comitatul Yeonggwang
- Comitatul Yeongwol
- Comitatul Yeongyang
- Comitatul Yesan